# 네덜란드령 포르모사
일반적으로 포르모사라고도 알려진 대만은 1624년부터 1662년까지 그리고 1664년부터 1668년까지 부분적으로 네덜란드 공화국의 식민통치를 받았다. 맥락에서 네덜란드 동인도 회사는 명나라와 인접한 중국과 일본의 에도 막부와 무역을 하고, 포르투갈과 스페인의 무역과 동아시아에서의 식민지 활동을 금지하기 위해 대만에 존재를 확립했다.
네덜란드인들은 보편적으로 환영받지 못했고, 원주민들과 최근 한족들의 봉기는 네덜란드 군대에 의해 진압되었다. 17세기 초 청나라의 부상으로 네덜란드 동인도 회사는 명나라와의 관계를 끊고 대신 청나라와 동맹을 맺었다. 1662년 코싱가의 군대에 의해 질란디아 요새가 포위된 후 네덜란드 식민지를 즉시 해체하고, 네덜란드인들을 추방하고, 명나라의 충신이자 반 청나라인 동녕왕국을 세웠다.

## 배경
15세기에서 16세기에 걸쳐 유럽에서 대항해 시대를 맞아 인도에 새로운 항로 개척이 진행되어, 유럽과 아시아의 거리가 크게 단축되었다. 대만도 이 국제 정세에 포함되어, 세계사에 등장하게 되었다. 17세기 초반에 일부의 일본인과 한족이 대만에 진출하였으며, 다른 유럽 중상주의 국가들도 대만의 정치 지형에 주목하게 되었다. 당시 아시아에서는 마카오를 조차하고 있던 포르투갈 왕국과, 필리핀의 루손을 거점으로 한 스페인 제국, 그리고 인도네시아의 자와섬을 거점으로 한 네덜란드 공화국이 각각 해상의 패권을 다투고 있었다.

## 같이 보기
- 대만에 대한 네덜란드의 평화 운동
- 80년 전쟁
- 대만의 역사